# Lò Thị Việt Hà
Lò Thị Việt Hà (sinh ngày 15 tháng 11 năm 1977, người Thái) là nữ chính trị gia nước Cộng hòa xã hội chủ nghĩa Việt Nam. Bà hiện là Ủy viên Thường trực Ủy ban Xã hội của Quốc hội, Phó chủ tịch Nhóm đại biểu Quốc hội trẻ, Phó Chủ tịch Nhóm Nghị sĩ hữu nghị Việt Nam – Thái Lan, Đại biểu Quốc hội khóa XV từ Tuyên Quang. Bà từng là Chánh Văn phòng Đảng – Đoàn thể Văn phòng Quốc hội.
Lò Thị Việt Hà là đảng viên Đảng Cộng sản Việt Nam, học vị Thạc sĩ Luật, Cao cấp lý luận chính trị. Bà có sự nghiệp xuất phát điểm từ quê nhà Sơn La, được điều lên trung ương rồi tham gia hoạt động của Quốc hội.

## Xuất thân và giáo dục
Lò Thị Việt Hà sinh ngày 15 tháng 11 năm 1977 tại tại xã Chiềng An, thị xã Sơn La, tỉnh Sơn La, Khu tự trị Tây Bắc, nay là phường Chiềng An của thành phố Sơn La. Bà là người dân tộc Thái, quê quán ở Bản Cọ của Chiềng An, có anh trai cũng là chính trị gia Lò Việt Phương, lớn lên và tốt nghiệp phổ thông 12/12, theo học đại học ở Hà Nội và tốt nghiệp Cử nhân Luật, sau đó tiếp tục học cao học và nhận bằng Thạc sĩ Luật. Bà được kết nạp Đảng Cộng sản Việt Nam vào ngày 19 tháng 5 năm 2001, trở thành đảng viên chính thức sau đó 1 năm, từng theo học các khóa chính trị ở Học viện Chính trị Quốc gia Hồ Chí Minh và tốt nghiệp Cao cấp lý luận chính trị. Hiện bà thường trú ở phường Liễu Giai, quận Ba Đình, Hà Nội.

## Sự nghiệp
Tháng 5 năm 2000, sau khi tốt nghiệp đại học, Lò Thị Việt Hà trở về Sơn La, được tuyển dụng công chức vào Tỉnh ủy Sơn La, bổ nhiệm làm Chuyên viên Ban Nội chính Tỉnh ủy Sơn La. Sau đó hơn 1 năm, tháng 9 năm 2001, bà được điều chuyển sang làm Chuyên viên Phòng Nội chính của Văn phòng Tỉnh ủy Sơn La. Đến tháng 4 năm 2007, bà được điều về Văn phòng Liên hiệp các tổ chức hữu nghị Việt Nam làm Chuyên viên, rồi thăng chức Trưởng phòng Tổng hợp, đồng thời là Ủy viên Ban Chấp hành Đảng bộ Liên hiệp, Phó Chủ nhiệm Ủy ban Kiểm tra Đảng ủy, hàm Trưởng phòng thuộc Ban Tổ chức – Cán bộ Liên hiệp các tổ chức hữu nghị Việt Nam, Phó Chủ tịch Công đoàn cơ quan Liên hiệp, phân công phụ trách Văn phòng Đảng ủy Liên hiệp này từ tháng 11 năm 2009. Sau đó 2 năm, bà được điều tới Văn phòng Quốc hội, là Phó Bí thư Chi bộ, Trưởng ban Thanh tra của Vụ Tổ chức – Cán bộ, kiêm Trưởng phòng Thanh tra – Bảo vệ chính trị nội bộ. Vào tháng 10 năm 2014, bà được bổ nhiệm làm Phó Vụ trưởng Vụ Tổ chức – Cán bộ, và cũng là Ủy viên Ban Thường vụ Công đoàn cơ quan Văn phòng Quốc hội, rồi Ủy viên Ủy ban Kiểm tra Đảng ủy cơ quan Văn phòng Quốc hội, Ủy viên Ban Chấp hành Hội Luật gia cơ quan Văn phòng Quốc hội trong năm này.
Tháng 9 năm 2016, Lò Thị Việt Hà nhậm chức Bí thư Chi bộ, Chánh Văn phòng Đảng – Đoàn thể của Văn phòng Quốc hội, Phó Chủ tịch Công đoàn Văn phòng Quốc hội từ tháng 3 năm 2018. Năm 2021, bà được Ủy ban Trung ương Mặt trận Tổ quốc Việt Nam, Ủy ban Thường vụ Quốc hội giới thiệu tham gia ứng cử đại biểu quốc hội từ Tuyên Quang, bầu cử ở đơn vị bầu cử số 2 gồm huyện Hàm Yên, Yên Sơn, rồi trúng cử Đại biểu Quốc hội khóa XV với tỷ lệ 68,84%. Ngày 21 tháng 7 năm 2021, bà được phê chuẩn làm Ủy viên Thường trực Ủy ban Xã hội của Quốc hội, Phó chủ tịch Nhóm đại biểu Quốc hội trẻ khóa XV, Phó Chủ tịch Nhóm Nghị sĩ hữu nghị Việt Nam – Thái Lan.